# Académie des sciences de Cuba
L'Académie des sciences de Cuba (espagnol : Academia de Ciencias de Cuba), fondé le 9 mai 1861, est l'académie des sciences nationale de Cuba, dont l'actuel président est Luis Velázquez. Son siège est situé dans El Capitolio, un monument de La Havane.

## Histoire
Fondé le 9 mai 1861, sosu le nom de Real Academia de Ciencias Médicas, Físicas y Naturales de La Habana, sous le règne d'Isabelle II et de Domingo Dulce, capitaine général de l'île alors dans l'Empire espagnol.
En 1899, après la guerre hispano-américaine, Cuba passe sous le contrôle des États-Unis d'Amérique (jusqu'à 1902), l'académie perd alors son qualificatif de Real.